# Дальневосточные игры
Дальневосточные игры (англ. Far Eastern Championship Games или коротко Far East Games) — азиатские спортивные состязания, считающиеся одним из предшественников Азиатских игр.

## История
В 1912 году Э. С. Браун, председатель Филиппинской атлетической ассоциации, предложил организовать «Дальневосточные Олимпийские игры» с участием Китая и Японии. Тогдашний генерал-губернатор Филиппин Вильям Кэмерон Форбс, являвшийся президентом Филиппинской любительской атлетической ассоциации, организовал Дальневосточную олимпийскую ассоциацию, и 4 февраля 1913 года в Маниле открылись Первые Дальневосточные Олимпийские игры. В этих восьмидневных состязаниях приняли участие шесть стран: Филиппины, Китайская Республика, Японская империя, Британская Восточная Индия (современная Малайзия), королевство Таиланд и британская коронная колония Гонконг. Первые три страны участвовали и в остальных розыгрышах, в 1930 году к ним присоединялась Британская Индия, а в 1934 — Голландская Ост-Индия.
В 1915 году, во время вторых Игр в Шанхае, название состязаний было изменено на «Дальневосточные игры», а Ассоциации — на «Дальневосточная атлетическая ассоциация». После этого Игры проводились каждые два года вплоть до 1929 года, когда Япония, которая должна была принять у себя очередные Игры, решила отложить событие на год. После этого Дальневосточная атлетическая ассоциация решила изменить график проведения Игр с двухлетнего на четырёхлетний, и X Игры прошли в 1934 году.
В июле 1937 года началась японо-китайская война, перешедшая во Вторую мировую войну, и потому намеченные на 1938 год XI Игры в Осаке так и не состоялись. Вместо них Япония через два года организовала Восточноазиатские игры для территорий своей сферы влияния.

## Список Игр
| Год  | Игры | Место проведения | Время проведения | Число стран | Число видов спорта |
| ---- | ---- | ---------------- | ---------------- | ----------- | ------------------ |
| 1913 | I    | Манила           | 3—7 февраля      | 6           | 8                  |
| 1915 | II   | Шанхай           | 15—21 мая        | 3           | 9                  |
| 1917 | III  | Токио            | 8—12 мая         | 3           | 8                  |
| 1919 | IV   | Манила           | 12—16 мая        | 3           | 8                  |
| 1921 | V    | Шанхай           | 30 мая—3 июня    | 3           | 8                  |
| 1923 | VI   | Осака            | 21—25 мая        | 3           | 8                  |
| 1925 | VII  | Манила           | 17—22 мая        | 3           | 8                  |
| 1927 | VIII | Шанхай           | 28—31 августа    | 3           | 8                  |
| 1930 | IX   | Осака            | 24—27 мая        | 4           | 8                  |
| 1934 | X    | Манила           | 16—20 мая        | 4           | 8                  |